# Les Démocrates (Bénin)
Pour les articles homonymes, voir Les Démocrates.
Les Démocrates est un parti politique du Bénin,,,, créé en 2019 d'une scission des Forces Cauris pour un Bénin émergent et officiellement reconnu en 2020.
Positionné à gauche, il est dirigé par l'ancien président Thomas Boni Yayi.

## Histoire
Aucun parti de l’opposition ne participe aux élections législatives du 28 avril 2019, faute de certificat de conformité. Cette situation engendre des violences post-électorales et une crise politique. En juillet 2019, à la suite de plusieurs dissidences qui font perdre à l’ancien président Boni Yayi la direction de son parti, les Forces Cauris pour un Bénin émergent, celui ci a l’idée de la création du parti les démocrates, en opposition politique à la gestion du président Patrice Talon. Malgré l’obtention du récépissé du ministère de l’intérieur, le parti ne peut présenter un candidat à l'élection présidentielle du 11 avril 2021 par manque de parrainages de députés ou de maires.

## Résultats

### Élections législatives
| Année | Voix    | %     | Rang | Élus     |
| ----- | ------- | ----- | ---- | -------- |
| 2023  | 598 560 | 24,16 | 3e   | 28 / 109 |